# Polen ved sommer-OL 2012
Polen deltog ved Sommer-OL 2012 i London som blev arrangeret i perioden 27. juli til 12. august 2012. 

## Medaljer
| 2012 London | Guld | Sølv | Bronze | Total |
| Polen       | 2    | 2    | 6      | 10    |